# Stegastes apicalis
Stegastes apicalis és una espècie de peix de la família dels pomacèntrids i de l'ordre dels perciformes.

## Morfologia
Els mascles poden assolir els 15 cm de longitud total.

## Distribució geogràfica
Es troba a la costa oriental d'Austràlia (Gran Barrera de Corall, Queensland i Nova Gal·les del Sud), Taiwan i les Illes Loyauté.